# 中央经济工作会议
中央经济工作会议是中华人民共和国经济发展领域最高规格的会议，自1994年起每年年末由中共中央和国务院联合在北京召开，总结当年工作，分析国内外经济形势，为来年的中国经济发展作出部署。其前身为1984年起由国务院召开的全国经济工作会议。

## 简介
1994年11月28日至12月1日，首次中央经济工作会议在北京召开。江泽民作题为《认清形势，统一思想，做好明年经济工作》的重要讲话。李鹏作题为《继续加强和改善宏观调控，确保明年国民经济持续、快速、健康发展》的讲话。朱镕基作题为《统一认识，协调步伐》的总结讲话。
此后，中央经济工作会议均在每年11月末或12月举行，自2006年起大多安排在12月上中旬，少数延期到12月中下旬；会期为2至4天不定，新冠疫情前多为3天，2022年起缩短为2天；会场一般选择在京西宾馆。
中央经济工作会议因其主题过于重要，已成为各国密切关注中国经济政策之风向标，备受市场瞩目。有观点认为，各方承认这个会议机制能够持续多年稳定运作，并非徒具形式的橡皮图章。党政精英透过会议进行实质议事，并且形成共识统一思想，期能发挥中共政治体制团队行政效能，落实宏观经济政策。

## 过程
原则上，中共中央政治局在每年4、7、10及12月会召开会议，总结前一季度经济情况，分析研判当前经济形势，部署之后中国经济工作。因此，12月的中央政治局会议一般被认为是后续召开中央经济工作会议定调的前瞻性会议。随后，中共中央会召开党外人士座谈会，通报当年经济工作有关情况，介绍关于次年经济工作的有关考虑，征求各民主党派、工商联和无党派人士对经济工作的意见和建议。
一般而言，中共中央总书记将在会上总结本年度经济工作或本届全代会以来的经济发展历程，正面评价阶段性工作的同时强调当前工作的缺点和问题，分析国际国内经济形势局面，提出下一年度经济工作的指导思想、总体要求、主要任务和工作方针；随后，国务院总理会阐述下一年度宏观经济政策取向，对经济社会发展作出具体部署，明确经济工作的重点领域、基本方向、整体措施，最后作总结讲话。另外，如果中国共产党全国代表大会已于本年度召开并选出新一届中央委员会，则改由新的中央政治局常委、国务院总理人选作总结讲话。
会议结束后，中央财办负责人会向各大媒体介绍并解读会议精神，回应中国经济热点问题。中央重点媒体会发表大量社论、述评从不同角度正面解读中央经济工作会议成果。一些全国性专门领域工作会议会在随后召开：
- 国务院与经济相关的行政机构[註 1]会召开本领域全国工作会议，落实中央经济工作会议部署。

- 中共十九大以来，中央农村工作会议也在中央经济工作会议召开后举行，由国务院分管农业农村工作的副总理出席会议并讲话[22]；国务院与经济和农业农村相关的行政机构[註 2]会在本会议召开后举行全国工作会议。
- 2023年《党和国家机构改革方案》通过后，自2024年起，全国金融系统工作会议也在中央经济工作会议召开后举行，由中央金融办主任、中央金融工委书记，国务院分管金融工作的副总理出席会议并讲话[26]；国务院金融系统行政机构[註 3]会在本会议召开后举行全国工作会议。

## 参会人员
出席会议的有：
- 中共中央政治局常委
- 中央政治局委员、中央书记处书记
- 全国人大常委会领导人、全国政协领导人中的中共党员
- 国务委员
- 最高人民法院院长，最高人民检察院检察长
- 中央军委委员

参加会议的有：
- 各省、自治区、直辖市和计划单列市、新疆生产建设兵团党政主要负责人
- 中共中央直属机构、国务院行政机构、直属事业单位的负责人
- 人民团体主要负责人
- 中央管理的部分金融机构和企业主要负责人
- 中央军委机关各部门主要负责人